# PCM Algemene Uitgeverijen
PCM Algemene Uitgeverijen was tussen 1994 en 2007 een aparte divisie van het uitgeverijbedrijf PCM Uitgevers. Er 
werden algemene boeken en mixed mediaproducties in het Nederlandse taalgebied (Nederland en Vlaanderen) uitgegeven.
Onder PCM Algemene Uitgeverijen vielen zes zelfstandige uitgeverijen: A.W. Bruna Uitgevers, De Boekerij, Het Spectrum, J.M. Meulenhoff, Standaard Uitgeverij en Unieboek.  De gezamenlijke uitgeverijen brengen jaarlijks ongeveer 2100 nieuwe titels op de markt (peiljaar 2004) en er werken in totaal ongeveer 400 mensen.
Ook uitgeverij Prometheus/Bert Bakker maakte jarenlang deel uit van PCM Algemene Uitgeverijen, totdat de uitgeverij in 2007 werd verkocht aan haar oprichter Mai Spijkers. Spijkers was tussen 1999 en 2004 directeur van PCM Algemene Uitgeverijen, waar hij onder meer zorgde voor een efficiencyslag door overlappende fondsen samen te voegen bij een van de PCM-dochters.
In 2009 nam De Persgroep PCM over en zette de boekendivisie in de etalage.
In januari 2010 werd bekend dat De Persgroep Nederland kopers had gevonden voor de uitgeverijen. A.W. Bruna Uitgevers en Standaard Uitgeverij kwamen in handen van WPG Uitgevers, terwijl het Vlaamse Lannoo de uitgeverijen De Boekerij, Het Spectrum, J.M. Meulenhoff en Unieboek in bezit kreeg. Met de verkoop was een bedrag van rond de 50 miljoen euro gemoeid.